# コーポレーション
コーポレーション（corporation）は、英米法の概念。1人または複数の自然人または法人を社員とする法人である。社名などに含まれた場合の略記は「Corp.」。body corporate ともいう。法令において特別な定義がなされることも多い。
本来的な意義においては、営利・非営利を問わず、例えば、英国王、司教、高官、地方自治体、慈善団体、株式会社なども含まれる。

## 各国の制度

### アメリカ
米国では、営利法人 (for-profit corporation) である事業コーポレーション (business corporation)、剰余金の分配を目的とはせず共益事業又は公益事業を行う非営利法人 (non-profit corporation)、地域住民が設立する地方政府の法的実体である自治体 (municipal corporation) 等の様々なコーポレーションがあるが、一般には、事業コーポレーション (business corporation) のことをコーポレーションという。
事業コーポレーション (business corporation) は企業形態の1つであり、株式会社に分類される。イギリスでいう有限責任会社 (limited company)、特にその中の株式有限責任会社 (company limited by shares) に相当する。事業コーポレーション (business corporation) は、米国やカナダにおいて、各州の会社法に基づく基本的な会社形態として広く採用されている。

### イギリス
英国の会社やLLPは、登記されることにより body corporate になる。なお英国では、社会の利益を目的とする団体も、会社 (community interest company) として設立することができる。
英国の2006年会社法 (Companies Act 2006) における定義としては、ボディ・コーポレート（body corporate）およびコーポレーションcorporation）は連合王国外において設立されたものを含むが、単独コーポレーション(corporation sole) を含まず、また、パートナーシップ (partnership) はその準拠法上body corporateとされていなければ、法人であるか否かを問わず含まないものとしている。
英国法における単独コーポレーション (corporation sole) は、独任制の役職　(sole office) に法人格が付与されたものであり、国王、司教、高官や多くの市の市長など、その地位に就く人物の交代にかかわらず資格が継承されるものとされる。単独コーポレーションの効果として、例えば、ある団体において単独コーポレーションとしての市長を当該団体の理事に選任した場合、当該団体の理事の任期の途中で市長が交代したとしても後任の市長が継続して当該団体の理事の地位にあることとなる。

## コーポレーションの構成員
事業コーポレーション (business corporation) の場合、コーポレーションの構成員は株式 (share/stock) を保有し、株主 (shareholder/stockholder) と呼ばれる。非営利法人の場合には、コーポレーションの構成員は社員 (member) と通常呼ばれる。
ただし、英国の会社法 (Companies Act) においては、株式を発行する会社でも、その構成員は社員 (member) である。

## コーポレーションの役員
米国のカリフォルニア会社法では会社の役員について名称（肩書）も含めて具体的に規定している。一方、模範会社法やデラウェア会社法は役員の名称（肩書）を会社の自治に委ねているが、これは表見的権限をめぐる紛争や任意に置かれている役職との混同などの問題が生じるのを避けるためといわれている。